# Ibrahim Jacob
Ibrahim Jacob é um político brasileiro do estado de Minas Gerais. Foi deputado estadual em Minas Gerais na 12ª e na 13ª legislaturas (1991 a 1999) sendo eleito pelo PDT.

Ibrahim Jacob iniciou sua carreira política como vereador em Ubá, Minas Gerais, pelo antigo PSD, em 1950. Reelegeu-se pela mesma legenda em 1954. Em 1957 filiou-se ao Partido Trabalhista Brasileiro, o PTB, devido a afinidade com a política e os ideais do ex-presidente Getúlio Vargas. Pelo PTB tornou a se eleger em 1958 e foi presidente da Câmara Municipal de Ubá de 1959 a 1962. Neste ano candidatou-se a prefeito, não conseguindo se eleger.
Devido a suas convicções trabalhistas e uma grande penetração junto as classes menos favorecidas, dedicou todo o seu trabalho político na propagação dos ideais trabalhistas do então presidente João Goulart e daquele que se tornaria seu grande mentor político e líder, o governador Leonel Brizola. 
Esta forte ligação rendeu-lhe a represália do regime militar que se instalou no país a partir de 1964. Ibrahim foi preso e respondeu a inquérito militar na 4ª Região Militar de Juiz de Fora, culminando com a cassação dos seus direitos políticos por 10 anos, período que passou a se dedicar a outras atividades sociais e esportivas em sua cidade.
Ibrahim Jacob era maçom, grau 33 e detentor da Comenda Pedro I, a maior honraria concedida a um maçom. Foi venerável da Loja Maçônica "Fraternidade Ubaense" por quase 20 anos. Ali, dando sequência ao seu trabalho social, criou o Departamento de Assistência Social da Loja Maçônica, conhecido pela sigla "DAMES", ambulatório de  assistência médico, odontológica, psicológica, além de um vasto serviço de assistência aos carentes e necessitados. O sucesso deste serviço deu origem a um hospital, Hospital Sarah Jacob, que funcionou nos mesmo moldes de DAMES. Terminado o seu mandato como deputado e sem mais recursos para manter o seu funcionamento, o hospital fechou as suas portas. Sem condições do hospital funcionar, Ibrahim fez a doação de todo o seu patrimônio a uma entidade filantrópica da cidade, o Núcleo Regional de Voluntários no Combate ao Câncer que assumiu o antigo prédio do hospital.
Ibrahim Jacob dedicou-se ainda aos esportes, em especial ao futebol, tendo sido diretor e presidente do S.C.Aymorés de Ubá. Foi também fundador da Liga Atlética Ubaense, a LAU, que até hoje coordena o futebol da cidade.
Com a abertura política através da anistia, Ibrahim retornou à política, agora pelo PDT, de seu amigo Leonel Brizola. Foi candidato a deputado estadual em 1986, ficando na terceira suplência. Em 1990, aos 70 anos, elegeu-se pela primeira vez deputado estadual, tendo presidido a abertura daquela legislatura. Em 1994 reelegeu-se com grande votação. Honrou o seus mandatos sempre pautando pela ética e coerência política, jamais se afastando de seus ideais trabalhistas e progressistas. Terminado o seu segundo mandato, aos 78 anos, afastou-se da política. Acometido pelo mal de Alzheimer recolheu-se a sua residência até o seu falecimento devido a complicações pulmonares e falência de órgãos.